# 在アメリカ合衆国イラン大使館
在アメリカ合衆国イラン大使館（ざいアメリカがっしゅうこくイランたいしかん）は、かつてアメリカ合衆国に設置されていたイラン帝国の大使館。1979年のイラン革命とそれに続くイランアメリカ大使館人質事件によって、両国の外交関係は断絶された。

## 歴史
モダニズム建築の大使館は1959年に建てられた。大使館には、大使公邸として機能するジョージアン様式の建造物が付随する。この複合施設は、ワシントンD.C.のエンバシーロウ地区にある。
シャーの時代、彼はそこで数多くの大使館の行事に出席した。最後の駐米イラン大使アルデシール・ザーヘディーは、著名人が綺羅星のごとく集うパーティーやディナーで、豪華さの評判を育んだ。大使館を訪れた有名な人物には、エリザベス・テイラー、アンディ・ウォーホル、バーバラ・ウォルターズ、フランク・シナトラが含まれる。これは、大使館の内部を写真に撮った34年以上の最初の人物であるイランの芸術家エリック・パーンスによって2013年に文書化された。
大使館の複合施設は、法規上（デ・ジュリ）イラン政府が所有し続けているが 、1980年4月7日以降、イラン政府は使用しておらず、その建物と敷地は現在、米国国務省によって維持され、また、事実上（デ・ファクト）管理されている。その他の施設には、イラン軍の駐在武官邸、3410ガーフィールドストリートノースウェストの住居、およびイラン文化大臣の住居、2954アップトンストリートノースウェストが含まれる。10棟のうち6棟が賃貸されている。

## パキスタン大使館の利益代表部
現在、イランは、パキスタン大使館にある米国のイラン・イスラム共和国利益代表部を通じて外交的に代表されている。